# Jochen Heisenberg
Jochen Heisenberg (16 de maio de 1939) é um físico nuclear alemão.
É professor emérito de física da Universidade de Nova Hampshire. Filho do laureado com o Nobel de Física Werner Heisenberg, irmão do neurobiologista e geneticista Martin Heisenberg, tio do diretor Benjamin Heisenberg.
Usando o Acelerador Linear Bates, publicou diversos artgos sobre eletroexcitações.